# Adams Abdul-Sakam
 (juin 2023).
Pour les articles homonymes, voir Abdesselam.
Adams Abdul-Sakam, en anglais : Adams Abdul Salam (né le 16 décembre 1985) est un homme politique ghanéen.

## Première vie et éducation
Adams Abdul-Salam est né à New Edubiase dans la région d'Ashanti le 16 décembre 1985. Il a fréquenté l'Université des sciences et technologies Kwame Nkrumah, au Ghana, où il a obtenu un baccalauréat ès arts en études politiques en 2009,. Abdul-Salam est titulaire d'une maîtrise en développement rural avec un accent sur la politique rurale de l'Université de Brandon, au Canada, achevée en 2016. Il est également un ancien élève du lycée de Kumasi, qu'il a terminé en 2003.

## Carrière

### Début de carrière
Abdul-Salam a été agent de politique rurale à l'Institut de développement rural du Canada et plus tard en tant qu'associé de recherche au laboratoire de santé mentale et communautaire rurale de l'Université de Brandon au Canada,.

### Administration du football
Il a également été officier administratif au New Edubiase United Football Club. Il est actuellement membre du conseil d'administration du club,.

## Politique

### Candidature parlementaire
Abdul-Salam a remporté la candidature parlementaire pour représenter le Congrès national démocratique pour la nouvelle circonscription d'Edubease avant les élections de 2020 en août 2019 après s'être retrouvé sans opposition,,.
En décembre 2020, Il a remporté l'élection en obtenant 19 961 voix, soit 52,4% des suffrages, contre son adversaire le plus proche, George Boahen Oduro, le député sortant du Nouveau partie démocratique, qui a obtenu 17 913 voix, représentant 47,0% des votes exprimés. Le siège de New Edubease était l'un des sièges que le Parti démocratique national a perdu au profit du Parti patriotique du peuple lors des élections parlementaires de 2016, mais ils n'ont pas pu le conserver pendant 4 années supplémentaires,.

### Député
Le 7 janvier 2021, Abdul-Salam a prêté serment en tant que député représentant la nouvelle circonscription d'Edubease au sein du 8e Parlement de la 4e République du Ghana.

#### Comités
Il est membre à la fois du Comité de la législation subsidiaire et du Comité du gouvernement local et du développement rural au sein du Parlement.

## Vie privée
Abdul-Salam est musulman. Son frère aîné, Yakubu Abdul-Salam est le PDG, fondateur et président du New Edubiase United Football Club,,. Il est Bissa par tribu.

## Philanthropie
En mai 2022, il a présenté plus de 4 500 désinfectants pour les mains aux habitants de la circonscription de New Edubiase lors de la pandémie de COVID-19 au Ghana.